# エリック・ジェイコブソン
エリック・ジェイコブソン（Eric Jacobson）はアメリカ合衆国の人形使い。
ジム・ヘンソンのマペットの主要な人形使いとして『セサミストリート』（バート、グローバー、オスカー、他）、『マペット』（ミス・ピギー、フォジー、アニマル、サム、他）などを演じた。

## 出演作品

### テレビ
1994年-
- セサミストリート（バート、グローバー、オスカー、他）

1997年-2006年
- ノック! ノック! ようこそベアーハウス（ハリー・ザ・ダック、タッカー・タッター）

2002年
- マペットのメリー・クリスマス（ミス・ピギー、フォジー、アニマル、ヨーダ）

2005年
- マペットのオズの魔法使い（ミス・ピギー、フォジー、アニマル、サム）

2008年
- スタジオDC:オールスター・ライブ（ミス・ピギー、フォジー、アニマル、サム）

2011年
- めっちゃ ソー・ランダム（ミス・ピギー）

2013年
- グッドラック・チャーリー（ミス・ピギー、フォジー、アニマル）

2015年
- ザ・マペッツ（ミス・ピギー、フォジー、アニマル、サム）

2020年-
- マペット大集合!（ミス・ピギー、フォジー、サム、アニマル、サボテンA）

### 映画
2011年
- ザ・マペッツ（ミス・ピギー、フォジー、サム、アニマル、マーヴィン・サッグス）

2014年
- ザ・マペッツ2/ワールド・ツアー（ミス・ピギー、フォジー、サム、アニマル）

2021年
- マペットのホーンテッドマンション（ミス・ピギー、フォジー、アニマル）